# Euphorbia aggregata
Euphorbia aggregata är en törelväxtart som beskrevs av Alwin Berger. Euphorbia aggregata ingår i släktet törlar, och familjen törelväxter. Inga underarter finns listade i Catalogue of Life.

## Bildgalleri

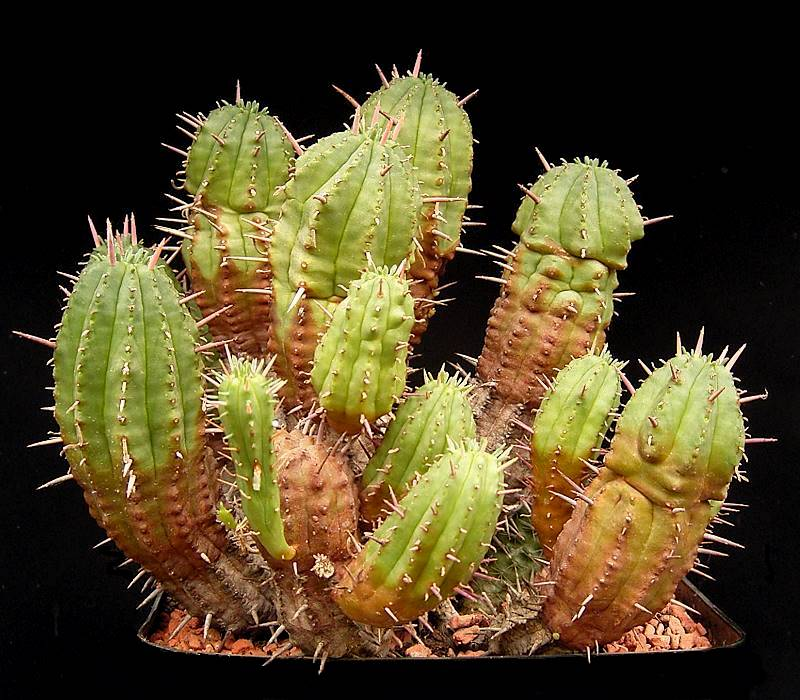
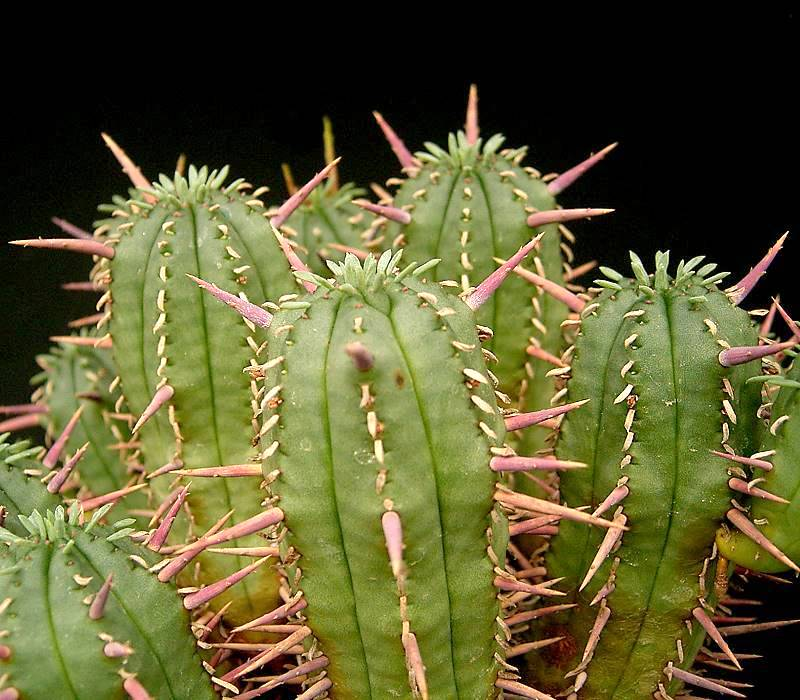
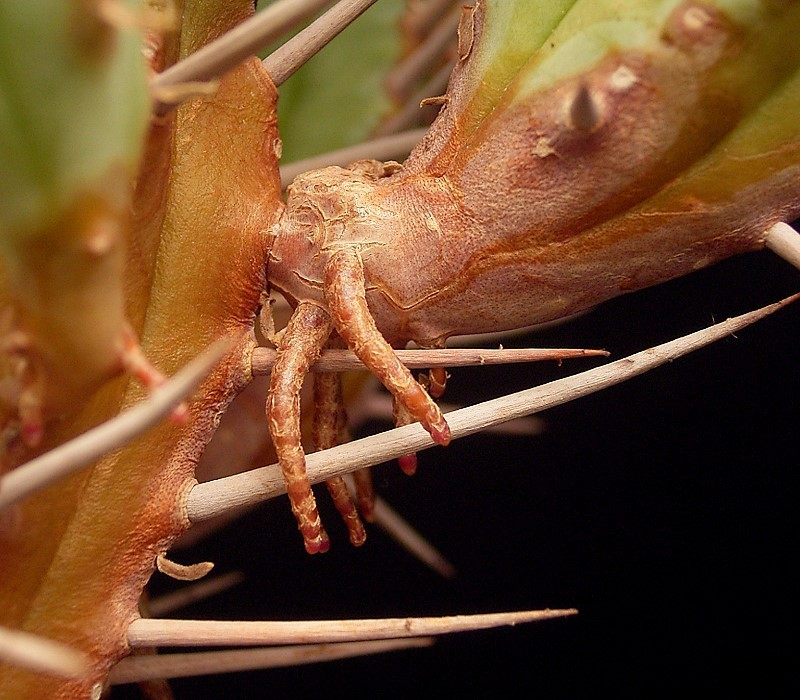